# درويد رازر إم
درويد رازر إم (بالإنجليزية: Droid Razr M)‏ هو هاتف ذكي من موتورولا يعمل بنظام أندرويد.

## الخصائص
- نظام التشغيل: أندرويد
- الكاميرا الأمامية: 1.3 ميجابكسل
- الكاميرا الخلفية: 8 ميجابكسل
- الشاشة: 960×540
- الوزن: 4.44 أونصة (126 غ)
- الذاكرة: 1 جيجابايت رام
- التخزين: 8 جيجابايت ذاكرة وميضية

## وصلات خارجية
- الموقع الإلكتروني